# Lizawice
Lizawice (niem. Leisewitz) – wieś w Polsce położona w województwie dolnośląskim, w powiecie oławskim, w gminie Oława.
W latach 1975–1998 miejscowość administracyjnie należała do województwa wrocławskiego.
Wieś od roku 2005 posiada wyremontowaną stację kolejową a sam jej budynek jest oddzielony płotem od peronów. Został zaadaptowany na cele mieszkalne.
We wsi znajduje się ośrodek jeździecki zlokalizowany na terenie byłych GS-ów.